# Gran Premio de Suecia de Motociclismo de 1983
El Gran Premio de Suecia de Motociclismo de 1983 fue la undécima prueba de la temporada 1983 del Campeonato Mundial de Motociclismo. El Gran Premio se disputó el 6 y 7 de agosto de 1983 en el Circuito de Anderstorp.

## Resultados 500cc
El estadounidense Freddie Spencer consiguió la victoria y también el liderato de la clasificación general al adelantar a Kenny Roberts en la última curva. A falta de una prueba, Spencer aventaja en cinco puntos a Roberts en la general.
| Pos.     | Piloto              | Moto   | Tiempo    | Pts. |
| -------- | ------------------- | ------ | --------- | ---- |
| 1        | Freddie Spencer     | Honda  | 49.17.53  | 15   |
| 2        | Kenny Roberts       | Yamaha | 49.17.69  | 12   |
| 3        | Takazumi Katayama   | Honda  | 49.52.23  | 10   |
| 4        | Marc Fontan         | Yamaha | 49.55.75  | 8    |
| 5        | Eddie Lawson        | Yamaha | 50.16.03  | 6    |
| 6        | Marco Lucchinelli   | Honda  | 50.16.36  | 5    |
| 7        | Randy Mamola        | Suzuki | 50.28.99  | 4    |
| 8        | Raymond Roche       | Honda  | 50.29.24  | 3    |
| 9        | Ron Haslam          | Honda  | 50.32.83  | 2    |
| 10       | Anton Mang          | Suzuki | 50.32.99  | 1    |
| 11       | Keith Huewen        | Suzuki | 1 Vuelta  |      |
| 12       | Boet van Dulmen     | Suzuki | 1 Vuelta  |      |
| 13       | Steve Parrish       | Yamaha | 1 Vuelta  |      |
| 14       | Chris Guy           | Suzuki | 1 Vuelta  |      |
| 15       | Loris Reggiani      | Suzuki | 1 Vuelta  |      |
| 16       | Peter Sjöström      | Suzuki | 1 Vuelta  |      |
| 17       | Wolfgang von Muralt | Suzuki | 1 Vuelta  |      |
| 18       | Leandro Becheroni   | Suzuki | 1 Vuelta  |      |
| 19       | Philippe Coulon     | Suzuki | 1 Vuelta  |      |
| 20       | Didier de Radiguès  | Honda  | 1 Vuelta  |      |
| 21       | Peter Sköld         | Suzuki | 1 Vuelta  |      |
| 22       | Lars Johansson      | Suzuki | 1 Vuelta  |      |
| 23       | Åke Grahn           | Yamaha | 1 Vuelta  |      |
| 24       | Steve Williams      | Yamaha | 1 Vuelta  |      |
| 25       | Esko Kuparinen      | Suzuki | 1 Vuelta  |      |
| 26       | Timo Pohjola        | Yamaha | 1 Vuelta  |      |
| 27       | Kjeld Sörensen      | Suzuki | 2 Vueltas |      |
| 28       | Alf Graarud         | Yamaha | 2 Vueltas |      |
| 29       | Børge Nielsen       | Suzuki | 2 Vueltas |      |
| 30       | Jan Olof Odeholm    | Suzuki | 2 Vueltas |      |
| Ret      | Barry Sheene        | Suzuki | Ret       |      |
| Ret      | Chris Fisker        | Suzuki | Ret       |      |
| Ret      | Peter Linden        | Suzuki | Ret       |      |
| Ret      | Jack Middelburg     | Honda  | Ret       |      |
| Ret      | Risto Korhonen      | Suzuki | Ret       |      |
| Ret      | Peter Karlsson      | Yamaha | Ret       |      |
| Ret      | Bent Slydal         | Suzuki | Ret       |      |
| Sources: |                     |        |           |      |

## Resultados 250cc
En la carrera de 250 cc disputada el sábado, el francés Christian Sarron consiguió la victoria del último Gran Premio de esta categoría este año. El francés tomó el liderato en la cuarta vuelta que ya no dejaría hasta el final. Su compatriota Hervé Guilleux y el venezolano Carlos Lavado fueron segundo y tercero respectivamente mientras que el vigente campeón de la categoría, Jean-Louis Tournadre, se tuvo que retirar.
| Pos. | Piloto                 | Moto       | Tiempo   | Pts. |
| ---- | ---------------------- | ---------- | -------- | ---- |
| 1    | Christian Sarron       | Yamaha     | 48.10.44 | 15   |
| 2    | Hervé Guilleux         | Kawasaki   | 48.16.75 | 12   |
| 3    | Carlos Lavado          | Yamaha     | 48.21.45 | 10   |
| 4    | Tony Head              | Armstrong  | 48.22.97 | 8    |
| 5    | Alan Carter            | Yamaha     | 48.23.06 | 6    |
| 6    | Jean-Michel Mattioli   | Yamaha     | 48.23.85 | 5    |
| 7    | Jean-Louis Guignabodet | Rotax      | 48.31.23 | 4    |
| 8    | Didier de Radiguès     | Chevallier | 48.40.40 | 3    |
| 9    | Jacques Bolle          | Pernod     | 48.41.17 | 2    |
| 10   | Martin Wimmer          | Yamaha     | 48.46.14 | 1    |
| 11   | Eilert Lundstedt       | Yamaha     | 48.46.30 |      |
| 12   | Donnie McLeod          | Yamaha     | 48.47.84 |      |
| 13   | Thierry Espié          | Chevallier | 48.57.25 |      |
| 14   | Patrick Fernandez      | Yamaha     | 49.01.13 |      |
| 15   | Ivan Palazzese         | Yamaha     | 49.01.64 |      |
| 16   | Reinhold Roth          | MBV        | 49.01.98 |      |
| 17   | Harald Eckl            | Yamaha     | 49.02.39 |      |
| 18   | Jacques Cornu          | Yamaha     | 49.19.56 |      |
| 19   | Stéphane Mertens       | Yamaha     | 49.45.43 |      |
| 20   | Micke Melander         | Yamaha     | 49.52.60 |      |
| 21   | Alan Labrosse          | Yamaha     | 50.02.42 |      |
| 22   | Edwin Weibel           | Yamaha     | 1 Vuelta |      |
| 23   | Anders Skov            | Yamaha     | 1 Vuelta |      |
| 24   | Jarmo Liitiä           | Rotax      | 1 Vuelta |      |
| Ret  | Jean-Louis Tournadre   | Yamaha     | Ret      |      |
| Ret  | Carlos Cardús          | Rotax      | Ret      |      |
| Ret  | Thierry Rapicault      | Yamaha     | Ret      |      |
| Ret  | Teruo Fukuda           | Yamaha     | Ret      |      |
| Ret  | Bernard Fau            | Yamaha     | Ret      |      |
| Ret  | Roland Freymond        | Armstrong  | Ret      |      |
| Ret  | Svend Andersson        | Yamaha     | Ret      |      |
| Ret  | Christian Estrosi      | Pernod     | Ret      |      |
| Ret  | Guy Bertin             | MBA        | Ret      |      |
| Ret  | Bengt Elgh             | MBA        | Ret      |      |
| Ret  | Leif Nielsen           | Yamaha     | Ret      |      |
| Ret  | René Delaby            | Armstrong  | Ret      |      |
| Ret  | Éric Saul              | Yamaha     | Ret      |      |
| Ret  | Per Jansson            | Yamaha     | Ret      |      |
| Ret  | Bruno Lüscher          | Yamaha     | Ret      |      |

## Resultados 125cc
Sin el flamante campeón, el español Ángel Nieto, por no poder clasificarse en el entrenamientos a causa de la lluvia. La carrera fue ganada por el suizo Bruno Kneubühler, que llegó por delante del italiano Fausto Gresini y el austríaco August Auinger. Gracias a este triunfo y a la ausencia de Eugenio Lazzarini, el suizo se cuela en la segunda posición por detrás de Nieto.
| Pos. | Piloto               | Moto      | Tiempo    | Pts. |
| ---- | -------------------- | --------- | --------- | ---- |
| 1    | Bruno Kneubühler     | MBA       | 41.55.73  | 15   |
| 2    | Fausto Gresini       | MBA       | 41.56.58  | 12   |
| 3    | August Auinger       | MBA       | 41.56.87  | 10   |
| 4    | Johnny Wickström     | MBA       | 41.57.11  | 8    |
| 5    | Ricardo Tormo        | MBA       | 41.57.84  | 6    |
| 6    | Hans Müller          | MBA       | 42.00.22  | 5    |
| 7    | Pier Paolo Bianchi   | Sanvenero | 42.03.47  | 4    |
| 8    | Pierluigi Aldrovandi | MBA       | 42.03.51  | 3    |
| 9    | Willy Pérez          | MBA       | 42.04.00  | 2    |
| 10   | Maurizio Vitali      | MBA       | 42.09.75  | 1    |
| 11   | Henk van Kessel      | MBA       | 42.35.42  |      |
| 12   | Gerhard Waibel       | MBA       | 42.36.45  |      |
| 13   | Erich Klein          | MBA       | 42.36.56  |      |
| 14   | Jussi Hautaniemi     | Yamaha    | 42.44.10  |      |
| 15   | Anton Straver        | MBA       | 43.11.33  |      |
| 16   | Helmut Lichtenberg   | MBA       | 43.15.31  |      |
| 17   | Ilkka Jaakkola       | MBA       | 43.22.11  |      |
| 18   | Bady Hassaine        | MBA       | 1 Vuelta  |      |
| 19   | Jan Bäckström        | MBA       | 1 Vuelta  |      |
| 20   | Håkan Olsson         | Starol    | 1 Vuelta  |      |
| 21   | Lucio Pietroniro     | MBA       | 1 Vuelta  |      |
| 22   | Per-Edvard Carlsson  | MBA       | 1 Vuelta  |      |
| 23   | Henrik Rasmussen     | MBA       | 1 Vuelta  |      |
| 24   | Peter Karlsson       | MBA       | 1 Vuelta  |      |
| 25   | Boy van Erp          | MBA       | 2 Vueltas |      |
| 26   | Peter Sommer         | MBA       | 2 Vueltas |      |
| Ret  | Jean-Claude Selini   | MBA       | Ret       |      |
| Ret  | Jacky Hutteau        | MBA       | Ret       |      |
| Ret  | Stefano Caracchi     | MBA       | Ret       |      |
| Ret  | Olivier Liégeois     | Sanvenero | Ret       |      |
| Ret  | Esa Kytölä           | MBA       | Ret       |      |
| Ret  | Jörgen Ask           | MBA       | Ret       |      |
| Ret  | Hugo Vignetti        | MBA       | Ret       |      |
| Ret  | Olli Kujansuu        | MBA       | Ret       |      |
| Ret  | Paul Bordes          | MBA       | Ret       |      |
| Ret  | Juha Pakkanen        | MBA       | Ret       |      |